# Fallow (Fanny Lumsden)
Fallow è il terzo album in studio della cantautrice australiana Fanny Lumsden, pubblicato il 13 marzo 2020.

## Tracce
1. Mountain Song – 1:56
2. This Too Shall Pass – 3:20
3. Peed in the Pool – 3:41
4. Grown Ups – 3:27
5. Fierce – 2:38
6. Tidy Town – 4:26
7. Fallow (feat. Thomas Lumsden) – 4:39
8. Wishing – 2:34
9. Happy Days – 3:44
10. Dig – 3:24
11. Black and White – 3:57
12. Mountain Song Reprise – 2:29

## Successo commerciale
Nella ARIA Albums Chart Fallow ha debuttato alla 10ª posizione, diventando la prima top ten di Fanny Lumsden nella classifica.

## Classifiche
| Classifica (2020) | Posizione massima |
| ----------------- | ----------------- |
| Australia         | 10                |